# Kanton Hyères-Est
Kanton Hyères-Est (fr. Canton d'Hyères-Est) je francouzský kanton v departementu Var v regionu Provence-Alpes-Côte d'Azur. Tvoří ho pouze východní část města Hyères.